# Emilia Kääntä
Emilia Kääntä (ur. 21 sierpnia 1999) – fińska siatkarka, grająca na pozycji przyjmującej, reprezentantka kraju.
Wychowanka klubu Alavieskan Viri. W Mestaruusliiga (najwyższa klasa rozgrywkowa w Finlandii) zadebiutowała w 2015 roku w barwach Kuortaneen Urheiluopisto. W latach 2017–2019 byłą zawodniczką LiigaPloki, a w sezonie 2019/2020 Oriveden Ponnistus. Od 2020 roku reprezentuje Puijo Wolley, z którym wywalczyła w lidze brązowy medal (2023).
Występowała w młodzieżowych reprezentacji Finlandii. Powołana do seniorskiej reprezentacji na turniej kwalifikacyjny do Mistrzostw Europy 2023.

## Sukcesy klubowe
Mistrzostwa Finlandii:
- 2023[5]